# Fox Animation Studios
Fox Animation Studios era uma produtora de animação americana de propriedade da 20th Century Studios, localizada em Phoenix, Arizona. Após seis anos de operação, o estúdio foi fechado em 26 de junho de 2000, dez dias após o lançamento de seu último filme, Titan A.E.. Foi sucedido pela Blue Sky Studios e posteriormente pela 20th Century Animation e Don Bluth Animation, Inc. A maioria da biblioteca da Fox Animation Studios atualmente é propriedade da Disney, via 20th Century Studios, 20th Century Animation e Don Bluth Animation, Inc.

## Obras
- Adventures from the Book of Virtues (1996–2000; co-produzido com a PorchLight Entertainment e transmitido na PBS)[2][3]
- Anastasia (1997)
- The Prince of Egypt (1998) (animação de linha final adicional)[4]
- Bartok the Magnificent (1999)
- Titan A.E. (2000)